# 케빈 와이즈먼
케빈 와이즈먼(Kevin Weisman, 1970년 12월 29일 ~ )은 미국의 배우이다.

## 출연 작품
- 식스티 세컨즈 - 인턴 2 역
- 플립 - 다니엘 베이커 역
- 더 트러스트 - 로이 역